# Єнбекші (Турара Рискулова район)
Єнбекші́ (каз. Еңбекші) — село у складі району Турара Рискулова Жамбильської області Казахстану. Адміністративний центр Абайського сільського округу.
Населення — 1120 осіб (2021; 960 у 2009, 943 у 1999, 1016 у 1989).